# Neocerynea
Neocerynea là một chi bướm đêm thuộc họ Noctuidae.